# Andries Hoogerwerf
Andries Hoogerwerf (29. srpna 1906 – 5. února 1977) byl nizozemský atlet, zoolog, ornitolog a ochránce přírody, který strávil většinu svého pracovního života v Nizozemské východní Indii a na Nové Guineji.

## Atletická kariéra
Hoogerwerf byl běžec a závodil na tratích 400, 800, 1000 a 1500 metrů. Jeho atletická kariéra trvala od začátku 20. let do roku 1930. Dočasně držel nizozemské rekordy na 800 metrů (1:56.6), 1000 metrů (2:35.2) a 1500 metrů (4:08.6). V roce 1928 byl členem nizozemské olympijské štafety na 4 × 400 metrů, která však neprošla kvalifikací. V letech 1927, 1929 a 1930 byl národním šampionem v běhu na 800 metrů. Se svým klubem HAV získal tři nizozemské tituly ve štafetě na 4 × 400 metrů.

## Přírodovědec v Indonésii

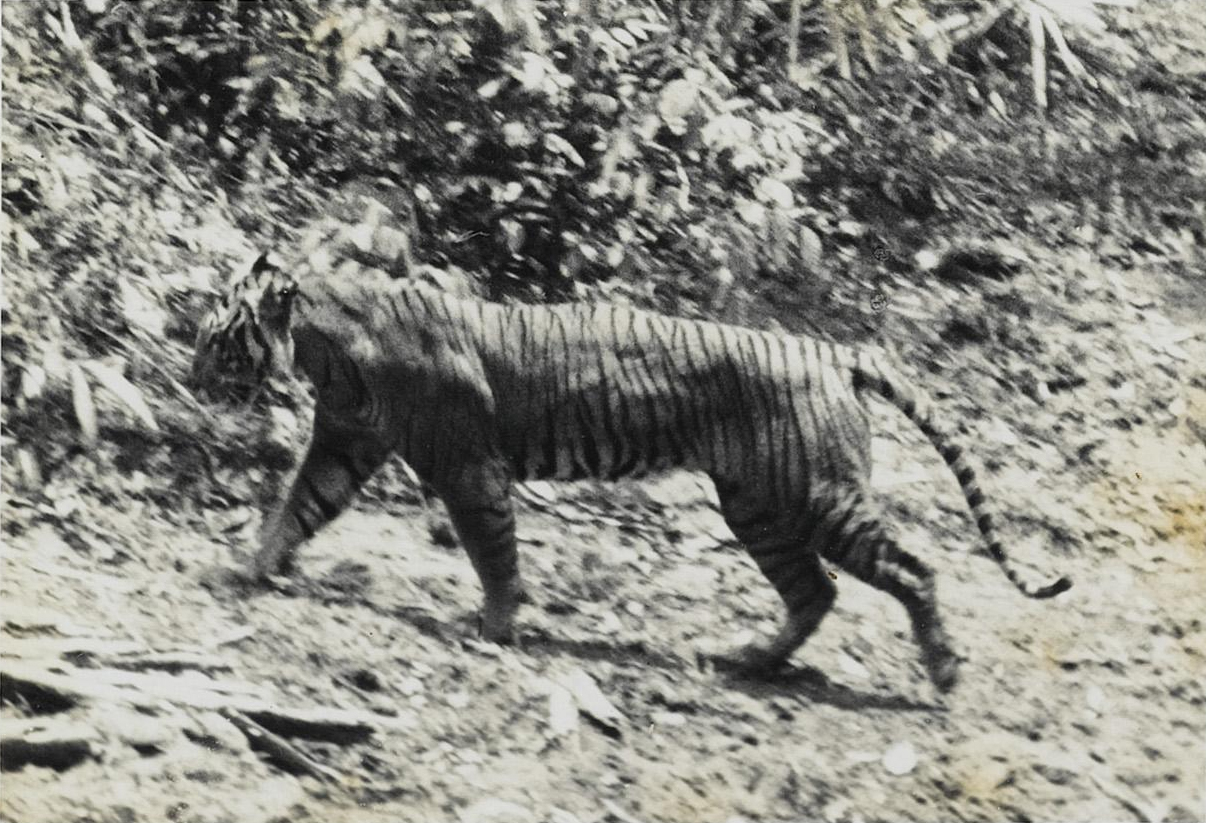
Vyhynulý tygr jávský na fotografii Andriese Hoogerwerfa z roku 1938

V roce 1929 absolvoval kurs preparátorství v Zoölogisch Museum Amsterdam a roku 1931 se přestěhoval na Jávu, která byla tenkrát součástí Nizozemské východní Indie. Tam začal pracovat v Bogorské botanické zahradě. V roce 1935 se stal úředníkem ve správě koloniálních přírodních rezervací. Jeho hlavním objektem zájmu, ochrany a výzkumu byl Národní park Ujung Kulon, jehož jedním z primárních cílů byla ochrana nosorožce jávského. Během japonské okupace pokračoval ve své práci. I po válce a následné dekolonizaci Indonésie zde nadále pracoval jako ochránce přírody. V roce 1957 se načas vrátil do Nizozemí, ale Indonésii stále navštěvoval. V letech 1962 a 1963 působil jako vědecký pracovník na zemědělské výzkumné stanici v Manokwari na Nizozemské Nové Guineji.

## Zpátky v Nizozemsku
Nakonec se usadil ve městě Castricum v Nizozemsku, v roce 1973 získal cenu udělovanou Diergaarde Blijdorpkde (ZOO Rotterdam) za angažování v ochraně přírody. V roce 1977 zemřel na srdeční infarkt.

## Dílo, dědictví
Ve své vědecké a ochranářské činnosti se zaměřoval na ptáky a savce. Vydal mnoho článků a populárně naučných knih. Je rovněž autorem jediných fotografií živého tygra jávského z volné přírody (1938). Jeho jméno je zvěčněno ve vědeckých názvech několika zvířat: Rattus hoogerwerfi a Lophura hoogerwerfi.

## Výběr z publikací
- 1938 – De avifauna van Batavia en omstreken. Leiden.
- 1949 – Bijdrage tot de oölogie van Java. Netherlands.
- 1949 – De avifauna van de Plantentuin te Buitenzorg (Java). Buitenzorg.
- 1949 – De Avifauna van Tjibodas en omgeving. Buitenzorg.
- 1953 – An Ornithological bibliography having particular reference to the study of the Birds of Java. Jakarta.
- 1967 – A further contribution to our oological knowledge of the Island of Java (Indonesia). Leiden. (with W.Ph.J. Hellebrekers).
- 1970 – Udjung Kulon: The Land of the Last Javan Rhinoceros. Brill: Leiden.
- Výběr z jeho článků publikovaných v Naturalis Biodiversity Center (Leiden)  Archivováno 3. 3. 2016 na Wayback Machine.